# Marie Osmond
Olive Marie Osmond (Ogden, 13 oktober 1959) is een Amerikaanse countryzangeres, actrice, auteur, filantroop, talkshowhost en lid van de showbusinessfamilie de Osmonds. Hoewel ze nooit deel uitmaakte van de zanggroep van haar familie, boekte ze in de jaren 1970 en 1980 succes als soloartieste voor countrymuziek. Haar bekendste nummer is een remake van de countrypopballad Paper Roses. Van 1976 tot 1979 presenteerden zij en zanger/broer Donny Osmond de televisieshow Donny & Marie.

## Carrière

### Muziekcarrière
Olive Marie Osmond werd geboren in Ogden, Utah als de achtste van negen kinderen (en de enige dochter) van Olive May-Davis (1925-2004) en George Virl Osmond (1917-2007). Ze groeide op als lid van The Church of Jesus Christ of Latter-day Saints. Haar broers zijn Virl, Tom, Alan, Wayne, Merrill, Jay, Donny en Jimmy Osmond. Van jongs af aan hadden haar broers een carrière in de showbusiness, zingen en optreden op de nationale televisie. Osmond debuteerde op 4-jarige leeftijd als onderdeel van de act van haar broers The Osmond Brothers in The Andy Williams Show, maar trad in de jaren 1960 over het algemeen niet op met haar broers in de televisieoptredens van de band.

#### Jaren 1970
Marie was aanvankelijk een van de slechts twee broers en zussen (van de negen) in de familie Osmond die niet betrokken was bij de muziekindustrie. Tom Osmond, die totaal doof was, was de andere. Naast de oorspronkelijke vier Osmond Brothers, Donny en Jimmy, werkte de slechthorende oudste broer Virl Osmond achter de schermen aan dansroutines. Na het aanvankelijke succes van de Osmonds in 1970, verwierf Donny succes als soloartiest in de populaire hitlijsten en werd een tieneridool. Moeder Osmond haalde Marie over om een album op te nemen en ze tekende bij het familielabel MGM/Kolob Records en begon concerten te geven met haar broers. Terwijl haar broers in 1972 rockmuziek speelden, richtte Marie's muziek zich op een nichemarkt waar de familie Osmond zich nog niet op had gericht: countrymuziek.
In 1973 bracht Osmond haar eerste single Paper Roses uit als soloartiest. De opname werd een nummer 1-hit in het land, bereikte de Top 5 in de pophitlijst van Billboard Magazine en behaalde een cross-over-succes. Het nummer verdiende een gouden plaat, net als het gelijknamige album. Ze bracht nog de single In My Little Corner of the World en een album uit met dezelfde titel in 1974, beide kwamen in 1974 in de Billboard Country Top 40. De titelsong op haar volgende album Who's Sorry Now, uitgebracht in 1975, ging naar nummer 40. Bovendien had Osmond in 1974 de twee popmuziekduethits I'm Leaving It All Up to You en Morning Side of the Mountain met Donny. Het eerste nummer was een Top 20 countryhit, waarbij beide nummers de Top 10 van de pophitlijst bereikten. Het ander duet Deep Purple met Donny was populair, bleef zes maanden in de hitlijst staan en piekte op #14.
In 1977 bracht Osmond haar vierde studioalbum This Is the Way That I Feel uit. Dit was heel anders dan haar eerdere covers van countryartiestenhits en ging meer in de richting van pop. Dit album bevatte zowel nummers die voor haar waren geschreven als nummers die door The Bee Gees waren geschreven. Van het album zijn slechts twee singles uitgebracht.

#### Jaren 1980
In 1984 bracht Osmond de single Who's Counting uit bij RCA Records, die piekte op nummer 82 in de Billboard Hot Country Singles. De single kreeg een aantal weken behoorlijk wat airplay.
Osmond maakte een comeback in countrymuziek als soloartiest door een gezamenlijke deal te ondertekenen met Capitol Records en Curb Records en haar te herenigen met Mike Curb, die de belangrijkste factor was in het succes van de familie in de vroege jaren 1970. In 1985 nam ze haar eerste studioalbum There's No Stopping Your Heart in bijna zeven jaar op. Van dit album zijn vier singles uitgebracht, waarvan er twee de nummer 1-positie in de countryhitlijst bereikten. De nummers waren vooral gericht op de meer populaire Countrypolitan-stijl. De succesvolle koppeling met Dan Seals zorgde voor de nummer 1-hit Meet Me in Montana in de country-hitlijsten. De vervolgsingle was het titelnummer There's No Stopping Your Heart, dat begin 1986 ook de nummer 1-positie bereikte. De laatste single Read My Lips werd een top 10-hit.
Het vervolgalbum uit 1986 heette I Only Wanted You. Osmond plaatste zich opnieuw op nummer 1 met het duet You're Still New to Me met Paul Davis. De tweede single die werd uitgebracht was het titelnummer I Only Wanted You, dat in de top 20 belandde. De twee extra singles Everybody's Crazy 'Bout My Baby en Cry Just a Little hadden niet hetzelfde succes.
In 1988 bracht Osmond het album All in Love en in 1989 Steppin' Stone uit. Beide albums slaagden er niet in om enig succes te behalen in de Billboard-hitlijsten vanwege de veranderende stijlen van countrymuziek. Neotraditionalisme kwam op de voorgrond ten koste van countrypopacts zoals The Osmonds. Tegen 1991 zouden verdere veranderingen in de countrymuziekindustrie een einde maken aan haar carrière als een belangrijke artiest. Steppin' Stone zou haar laatste countryalbum van de jaren 1980 zijn.

#### Jaren 1990 tot heden
In 1990 deed ze het lied en de muziekvideo Get Closer, ook bekend als First Look of Gotta Get a Little Closer, om de première van het twee uur durende syndicatieblok The Disney Afternoon voor kinderen te promoten. Osmond bracht slechts het nummer What Kind of Man (Walks On a Woman) uit, dat in 1995 in de hitlijst werd gebracht.
In november 2010 bracht ze het album I Can Do This uit vol ballads en benadrukte haar multi-octaafstem in het nummer Pie Jesu. Het album bevatte 14 nummers en alle opbrengsten werden gedoneerd aan de Children's Miracle Network Hospitals.
Osmonds nieuwste werk Music Is Medicine werd eind 2015 aangekondigd via een socialemediacampagne. Amazon.com, Apple's iTunes en winkelketen Walmart stelden het album op 15 april 2016 beschikbaar, zowel op cd als in digitaal formaat. Een Amazon-only-publicatie van een gesigneerde vinylpersing werd op 18 november 2016 beschikbaar gesteld. Dit was het eerste nieuwe album van Osmond in vijf jaar. Het album werd geproduceerd door Jason Deere, met wie ze in het verleden had gewerkt. Andere gastartiesten zijn Marty Roe, Olivia Newton-John, Sisqó, John Rich en Alex Boyé. Het album werd uitgebracht via Osmonds eigen label Oliveme LLC.
Billboard Top Country Albums voor de week van 7 mei 2016 vermeldde Music Is Medicine als een nieuwe vermelding in de nummer 10-positie, het markeren van de eerste terugkeer naar de countryhitlijst voor Osmond sinds de late jaren 1980.
Op 27 maart 2016 werd een video voor het nummer Then There's You uitgebracht op de internetvideosite Vevo en kreeg bijna 200.000 views in minder dan 48 uur. Op 13 april 2016 werd de video voor het titelnummer ook uitgebracht bij Vevo. Het werd gefilmd met patiënten van Children's Miracle Hospitals.
Het nummer More You, dat was opgenomen met de countryband Diamond Rio en het extra nummer Got Me Cuz He Gets Me, verdween op de publicatiedatum, waardoor het totale nummer 10 telt in plaats van de 12 oorspronkelijk vermeld. Amazon plaatste een productwaarschuwing waarin stond: Deze tracklijst is onjuist. Terwijl we werken aan een update, raadpleegt u de digitale tracklijst. Vanaf de publicatiedatum was het onduidelijk of deze twee nummers op een later tijdstip beschikbaar zouden komen.
Oorspronkelijk aangekondigd tijdens co-hosting van The Talk en tegelijkertijd op haar sociale media, zei Marie dat ze momenteel werkt aan een nieuw opera-album dat eind 2020 beschikbaar zou komen. In een artikel in People magazine op 26 augustus 2021 werd het album Unexpected along met de officiële publicatiedatum aangekondigd op 10 december 2021 en pre-orders zijn beschikbaar vanaf 27 augustus 2021. Amazon adverteert dat een beperkt gesigneerd vinylformaat ook beschikbaar zal zijn naast de aankoop van de digitale versie of cd. Ze speelde opera op een vorig kerstalbum, op Broadway en tijdens haar residentie in Las Vegas. Eenmaal uitgebracht, zal het haar elfde soloalbum zijn.

### Acteercarrière

#### Televisie
In 1975 organiseerden Marie Osmond en broer Donny een speciale variétéshow die later halverwege het seizoen werd opgepikt als een wekelijkse variétéshow en in 1976 werd uitgezonden als Donny & Marie en tot 1978 bij ABC liep, voordat het werd omgedoopt tot The Osmond Family Hour in 1979. Osmonds eerste film voor tv was The Gift of Love, die oorspronkelijk werd uitgezonden bij ABC op 5 december 1978. De film was losjes gebaseerd op het verhaal The Gift of the Magi van O. Henry. Haar medespeler in de film was Timothy Bottoms en ze ontving haar eerste kus op het scherm in deze film. Het jaar daarop speelde Osmond in de sitcom-pilot Marie, die het nieuwe seizoenschema niet haalde. In 1980 had ze haar eigen variétéshow Marie bij NBC, die maar een half seizoen duurde.
Marie had een ondergeschikte rol in de voor tv gemaakte film Rooster uit 1982, waarin ze zuster Mae Davis speelde. Het jaar daarop speelde ze in de televisiefilm I Married Wyatt Earp als de vrouw van Earp, Josephine 'Josie' Marcus. In 1984 uitte Osmond de twee geanimeerde karakters, The Nursery Magic Fairy/Velveteen Rabbit in The Velveteen Rabbit en Rose Petal in de korte tv-serie Rose Petal Place en later in de tv-film Rose Petal Place: Real Friends. Osmond had vervolgens twee seizoenen een terugkerende rol als co-host met Jack Palance in de documentaire serie Ripley's Believe It or Not! in 1985-1986 voor ABC, ter vervanging van Palance's dochter Holly. Ze introduceerde en vertelde segmenten, gebaseerd op de reizen en ontdekkingen van eigenaardigheden-jager Robert Ripley. Daarna speelde de zangeres haar moeder Olive in de televisiefilm Side by Side: The True Story of the Osmond Family. De film werd geproduceerd door haar jongere broer Jimmy Osmond.
Ze keerde terug naar televisie in de ABC-sitcom Maybe This Time uit 1995 als Julia Wallace, een gescheiden alleenstaande moeder. De cast bestond uit Betty White als haar moeder en een jonge Ashley Johnson als haar dochter. De serie speelt zich af in een coffeeshop waar de drie vrouwen in het dagelijks leven worden getoond. In 1998 speelde ze het personage van de koningin in Buster & Chauncey's Silent Night.
Osmond en haar broer presenteerden de 60 minuten durende, gesyndiceerde talkshow Donny & Marie gedurende drie seizoenen van september 1998 tot mei 2000. De show werd geproduceerd door Dick Clark en bevatte nieuws, commentaar op actuele gebeurtenissen en gasten uit de entertainmentwereld, evenals segmenten die de talenten van het duo belichtten. In 2006 was ze jurylid bij de kortstondige Fox celeb reality show competitie Celebrity Duets, geproduceerd door Simon Cowell. In hetzelfde jaar werd door het tijdschrift Entertainment Tonight gemeld dat Osmond zich zou voegen bij de cast van The Bold and the Beautiful, de langlopende CBS-soap overdag,  maar ze verscheen nooit.
Op 1 oktober 2012 debuteerde ze met de variétéshow Marie voor een record van 320.000 kijkers bij Hallmark Channel. Dit was de eerste keer dat ze de productietitel van uitvoerend producent droeg en ze hadden een serie van 150 afleveringen. Later ging de show in herhalingen op het Reelz-kanaal, voordat deze in 2013 werd geannuleerd. Van 2013 tot 2019 was Osmond een vaste invaller in de CBS-dagshow The Talk in meer dan 90 afleveringen wanneer een vaste gastheer afwezig was. In mei 2019 werden geruchten bevestigd dat voor het tiende seizoen van de show, Osmond zich fulltime bij het panel zou voegen en Sara Gilbert zou vervangen toen ze aan het einde van seizoen negen vertrok.
Marie maakte haar debuut in The Talk op 9 september 2019, tijdens de première van seizoen 10 toen ze zich bij Eve, Sheryl Underwood, Sharon Osbourne en Carrie Ann Inaba voegde. Ze gaf op 3 september 2020 een verklaring aan USA Today dat ze The Talk na één seizoen zou verlaten.

#### Radio
In 2004 had Osmond de radioshow Marie and Friends gesyndiceerd voor radiostations voor volwassenen, die na 10 maanden werd geannuleerd.

#### Films
Op 6 oktober 1978 verscheen Marie met haar broer Donny in de film Goin' Coconuts (oorspronkelijk Aloha Donny & Marie), die geen financieel succes was. Op 8 december 1978 speelde Marie in de voor tv gemaakte film The Gift of Love tegenover Timothy Bottoms. De film was gebaseerd op het korte verhaal The Gift of The Magi van O. Henry. Op 19 augustus 1982 verscheen Marie in de voor tv gemaakte komische film Rooster als zuster Mae Davis met in de hoofdrollen Paul Williams en Pat McCormick. Op 26 april 1982 speelde Marie in de voor tv gemaakte film Side by Side: The True Story of the Osmond Family. Marie portretteerde haar moeder Olive Davis. Op 10 januari 1983 speelde Marie in de voor tv gemaakte film I Married Wyatt Earp als Josephine 'Josie' Marcus tegenover Bruce Boxleitner als Wyatt Earp en Alison Arngrim als Amy. Op 26 oktober 2019 speelde Marie mee in de voor tv gemaakte romantische kerstkomedie The Road Home for Christmas als Cassie. Deze film is opgenomen rond haar schema voor The Talk.

#### Broadway
Halverwege de jaren 1990 had Osmond een succesvolle run met Broadway-musicals. Ze verscheen als de hoofdrolspeelster die Anna Leonowens speelde, samen met Kevin Gray (als de King of Siam) in de productie van The King and I in 1994-1995 en in 1997 speelde ze in The Sound of Music van Rodgers & Hammerstein als Maria. De productie was in veel grote steden uitverkocht en kreeg lovende kritieken van critici.
Marie en Donny produceerden de kerstmusical Donny & Marie - A Broadway Christmas, die oorspronkelijk was gepland om te spelen op Broadway in het Marquis Theatre van 9 tot 19 december 2010. De show werd vervolgens verlengd tot 30 december 2010 en opnieuw tot 2 januari 2011. De kerstshow was zo succesvol dat het werd omgezet in een rondreizende productie en is nu een jaarlijks evenement in verschillende steden in de Verenigde Staten.

## Andere werkzaamheden

### Sunday Message
Marie begon enkele jaren geleden met het geven van een Sunday Message via haar Facebook-pagina en Instagram. Sinds het begin is het in populariteit gegroeid en is het een inspiratie geworden voor haar vele volgelingen. Elk bericht put uit haar levenslessen, wijsheid van haar familie en soms citaten van beroemde mensen.

### Las Vegas ShowDonny & Mariein het Flamingo Hotel
Van 9 september 2008 tot 16 november 2019 was broer en zus de headliner in de showroom met 750 zitplaatsen in het Flamingo Hotel in Las Vegas, Nevada. De variétéshow Donny & Marie, een  show van 90 minuten die oorspronkelijk zes weken zou duren, duurde elf jaar met het laatste optreden op 16 november 2019. Een totaal van 1730 optredens, de meeste van elke zangact in de geschiedenis van Las Vegas. Osmond en de show verdienden in 2012 drie van de Las Vegas Review-Journal's Best of Las Vegas Awards, waaronder «Best Show», «Best All-Around Performer (Donny & Marie)» en «Best Singer». De stijlvolle Las Vegas-showroom werd in 2014 gemoderniseerd en omgedoopt tot Donny and Marie Showroom. De zingende broer en zus werden ondersteund door acht dansers en een negenkoppige band. Het formaat van de show begon met Donny en Marie die samen aan het begin en het einde van de show zongen, met solosegmenten ertussenin. Bij het laatste optreden eindigden ze de show met het traditionele zingen van May Tomorrow Be a Perfect Day, gevolgd door Goodnight Everyone. Verschillende beroemdheden woonden de laatste show bij, waaronder Debbie Gibson en Marie's co-host van The Talk.

### Dancing with the Stars
Op 29 augustus 2007 werd aangekondigd dat Osmond zou verschijnen als een beroemde deelnemer aan het vijfde seizoen van de ABC-show, verenigd met Jonathan Roberts, de Rising Star Latin Champion van 2004. Op 27 november 2007 kwam Osmond op de derde plaats in het vijfde seizoen van Dancing with the Stars. Ze viel flauw na haar optreden in de vijfde week en zei: Ik vergat te ademen. Haar broer Donny won het negende seizoen.

### Poppen en borduurwerk
In 1991 debuteerde Osmond met haar poppenlijn op QVC. Hoewel QVC een primaire distributiebron voor haar poppen blijft, voert Osmond haar lijn ook in winkels, via internetverkoop in de Verenigde Staten en wereldwijd en met directe respons. Haar eerste sculptuur, een peuterpop die ze maakte en noemde naar haar moeder Olive May, vestigde een verzamelrecord op QVC. Sindsdien heeft Osmond verschillende poppen gebeeldhouwd, waaronder Remember Me, Baby Adora Belle, Kissy and Huggs en haar kenmerkende pop Adora Belle. In 2009 debuteerde Osmond met haar poppen bij het Shopping Channel in Canada. In 2009 werd een 16" vinyl Fashion Doll van Marie Osmond Grand Finale Fashion geïntroduceerd op het 50e verjaardagsfeest van Osmond in Las Vegas. De poppencollectie van Osmond heeft talloze nominaties gekregen, waaronder «Trendsetter of the Year» en «Dolls magazine's Awards of the Year».
In 2006 lanceerde Osmond via Bernina een borduurmachinelijn, een naaimachinelijn en borduurontwerpen. Ze stond op de omslag van Designs in Machine Embroidery.

### Ontwerpen
In 2010 publiceerde Osmond het boek Marie Osmond's Heartfelt Giving: Sew and Quilt for Family and Friends, (Martingale & Company) met handgemaakte projectontwerpen. Het boek bevatte stapsgewijze instructies voor meer dan 20 projecten, allemaal ontworpen door Osmond. Projecten zijn onder meer haar Paper Roses-quilt, tassen, schorten en cadeaus voor baby's, tieners, vrienden en huisdieren. Het boek bevat ook enkele kinderfoto's.
Osmond heeft een lijn naaimachines met Janome en een stoffenlijn met Quilting Treasures.

### Kerst op Broadway en tourneeshow
Met het succes van de Broadway-kerstshow 2010-2011, gingen zowel Marie als Donny ermee op pad in 2012 en 2013. De show van 2013 was uitverkocht in de meeste steden waar hij speelde en bestond uit twee segmenten van 75 minuten met een korte pauze. Veel van de dansers van de Las Vegas-show werden ook gebruikt tijdens deze tournee en verwerkten verschillende Las Vegas-liedjes en -video's, terwijl ze kerstklassiekers en kostuums toevoegden.

### Caesars Atlantic CityDonny & Marie
De Las Vegas-show werd in augustus 2014 verplaatst naar Caesars Atlantic City voor een residentie. Dezelfde achtergronddansers en band werden gebruikt, samen met het grootste deel van de Vegas-garderobe en setlist met wat maatwerk voor het publiek in New Jersey. De show liep 08-21 augustus 2014.

### Children's Miracle Network
Samen met acteur John Schneider richtte Osmond op 11 augustus 1983 de non-profitorganisatie Children's Miracle Network op. CMN zet zich in voor het redden en verbeteren van de levens van kinderen door fondsen te werven voor kinderziekenhuizen in Noord-Amerika. Vanaf 2019 heeft CMN meer dan 6,9 miljard dollar opgehaald, dat rechtstreeks wordt gedistribueerd naar een netwerk van 170 ziekenhuizen.
Elk jaar organiseert Marie samen met de stichtende leden een telethon om het netwerk onder de aandacht te brengen.

## Promotiewerk
In 1977 werkte Marie samen met Kmart om een huidverzorgingspakket en een gepersonaliseerde geur te verkopen, gericht op jonge vrouwelijke fans. De huidverzorgingslijn bevatte een reinigingsmiddel, spoeling en vochtinbrengende crème en de geur werd geadverteerd als gezond maar delicaat.
Van 1978 tot 1982 deden Marie en haar broer Donny verschillende reclamespots voor Hawaiian Punch als reclamewoordvoerders.
Tijdens de Super Bowl 2003 verscheen Osmond, samen met haar broer Donny in een commercial voor Pepsi. De Pepsi Twist-advertentie was een parodie op de zoon en dochter van Ozzy Osbourne die tijdens een droom in de beroemde broers en zussen Osmond veranderden.
Vanaf 2013 promoot Osmond het Nutrisystem-merk voor afslankmaaltijden als onderdeel van de Slimsational Stars.
Osmond promootte een reeks noodoplossingen voor voedselopslag voor Wise Foods. Ze tekende in september 2013 als woordvoerder van het bedrijf en gebruikte haar beeltenis op de website van het bedrijf en in tv-commercials. Met ingang van 2016 is er geen verwijzing meer naar haar op de website van het bedrijf.
Samen met haar man promoot Marie een product voor thuistraining van Body Gym. Ze verscheen op QVC in verschillende optredens in 2015-2016.
In januari 2018 werd Marie de strategisch adviseur en eigenaar van MD Complete, een lijn van huidverzorgingsregimes die online en in nationale grote winkels verkrijgbaar is.
In de zomer van 2020 werd Marie woordvoerder van Publishers Clearing House (PCH), een direct marketing bedrijf in televisiereclame, online en direct to consumer mailers.

## Management
In 1976 begon Karl Engemann met het managen van de opnamecarrières van Donny Osmond, Marie Osmond, de Osmond Brothers en Jimmy Osmond. In 1979 werd hij benoemd tot persoonlijk manager in verschillende loopbaanfasen van alle Osmond-entiteiten, en uiteindelijk alleen maar Marie Osmond. In december 2009 nam hij afscheid van Marie vanwege een juridisch geschil.

## Privéleven
In 1976 ontvingen Donny en Marie Osmond de Golden Plate Award van de American Academy of Achievement, uitgereikt door Ray Charles en Cloris Leachman, leden van de Awards Council. In 1979 werd Osmond uitgeroepen tot een van «Ladies Home Journal Women of the Year». De prijs werd uitgereikt in het Ladies Home Journal Building in New York.
Osmond is drie keer getrouwd geweest, twee keer met dezelfde man, en was verloofd voor een vierde keer. In mei 1979 was ze verloofd met Jeff Crayton, een acteerstudent, maar in juli van dat jaar verbraken ze hun verloving. Tijdens een aflevering van Watch What Happens Live in januari 2019 vertelde ze gastheer Andy Cohen dat ze kort met Erik Estrada was uitgegaan. Ze had rond dezelfde tijd ook een relatie met zanger Andy Gibb. Osmond trouwde voor het eerst met Stephen Lyle Craig, een basketballer van de Brigham Young University op 26 juni 1982. Hun enige kind Stephen James Craig, werd geboren in 1983. De twee scheidden in oktober 1985.
Op 28 oktober 1986 trouwde Osmond in de Jordaantempel in Utah met Brian Blosil. Osmond en Blosil hadden twee kinderen, Rachael en Matthew. Ze adopteerden ook vijf kinderen: Jessica, Michael, Brandon, Brianna en Abigail. Osmond en Blosil kondigden in maart 2007 hun aanstaande scheiding aan. Beide partijen hebben een gezamenlijke verklaring uitgegeven waarin staat dat geen van beide de schuld van de echtscheiding toekent.
In 1999 zei Osmond dat ze leed aan een ernstige postpartumdepressie. Samen met Marcia Wilkie en Dr. Judith Moore was ze co-auteur van het boek Behind the Smile, waarin haar ervaringen met de ziekte worden beschreven. In augustus 2006 suggereerden verschillende Amerikaanse roddelbladen dat ze een zelfmoordpoging had ondernomen. Die rapporten werden ontkend door haar publiciteitsteam, dat beweerde dat ze een bijwerking had gehad op een medicijn dat ze gebruikte.
Op 4 mei 2011 hertrouwde Osmond met haar eerste echtgenoot Stephen Craig tijdens een kleine ceremonie in de Las Vegas Nevada Temple, terwijl ze haar jurk droeg van het huwelijk van 1982.
Op 26 februari 2010 pleegde Osmonds zoon Michael zelfmoord door van de achtste verdieping van zijn flatgebouw in Los Angeles te springen. Naar verluidt vocht hij tegen depressie en verslaving en was hij op 12-jarige leeftijd in revalidatie geweest. Een autopsie vond geen drugs in zijn systeem.
Op 4 oktober 2019 werd Marie samen met haar broer Donny geëerd door de Las Vegas Walk of Stars en ontving ze een ster op de beroemde Las Vegas Strip. 4 oktober staat nu officieel bekend als Donny & Marie-dag in Las Vegas.
In maart 2020 verklaarde ze dat ze haar fortuin na haar dood aan liefdadigheid zou nalaten, waarbij ze zei dat het een slechte dienst zou zijn voor haar kinderen om het geld aan hen na te laten en dat ze hun eigen geld moeten verdienen.

## Discografie
- 1973: Paper Roses
- 1974: In My Little Corner of the World
- 1974: I'm Leaving It (All) Up to You (duet met haar broer Donny Osmond)
- 1975: Who's Sorry Now
- 1977: This Is the Way I Feel
- 1985: Steppin' Stone
- 1987: I Only Wanted You
- 1988: All in Love
- 1989: What Would You Do About You (If You Were Me)
- 2007: Marie Osmonds's Magic of Christmas
- 2010: I Can Do This
- 2016: Music Is Medicine

### NPO Radio 2 Top 2000
Van Marie Osmond stond alleen Paper Roses in 1999 in de NPO Radio 2 Top 2000, op plek 1806.
- Bibsys: 90055275
- Biblioteca Nacional de España: XX1261266
- Bibliothèque nationale de France: cb166629336 (data)
- Gemeinsame Normdatei: 134899393
- International Standard Name Identifier: 0000 0000 7823 8853
- Library of Congress Control Number: n79115914
- MusicBrainz: 5d8f1ebd-6b28-420a-ab15-75b9bc12f7d6
- Nationale Bibliotheek van Tsjechië: xx0077228
- Nationale bibliotheek van Australië: 35510437
- Nederlandse Thesaurus van Auteursnamen: 100134505
- SNAC: w65n3mvq
- Virtual International Authority File: 85807063
- WorldCat: E39PBJgHgkt7hHcMg97YR8kMT3